# Arte River
Arte River är ett vattendrag i Australien. Det ligger i delstaten Victoria, omkring 350 kilometer öster om delstatshuvudstaden Melbourne.
I omgivningarna runt Arte River växer i huvudsak städsegrön lövskog. Trakten runt Arte River är nära nog obefolkad, med mindre än två invånare per kvadratkilometer. Genomsnittlig årsnederbörd är 1 273 millimeter. Den regnigaste månaden är juni, med i genomsnitt 241 mm nederbörd, och den torraste är juli, med 59 mm nederbörd.